# Chorągiew tatarska Mehmeta Czelebiego

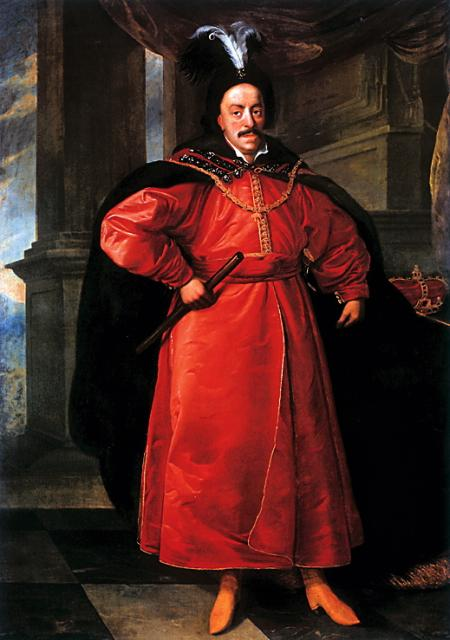
Po śmierci Jaremy Wiśniowieckiego to Jan II Kazimierz prowadził armię koronną przeciwko powstańcom kozackim.

Chorągiew tatarska Mehmeta Czelebiego - chorągiew tatarska jazdy koronnej połowy XVII wieku.
Rotmistrzem chorągwi był Mehmet Czelebi. Jej żołnierze brali udział w działaniach zbrojnych powstania Chmielnickiego 1648–1655.